# ناتالي بليك
ناتالي بليك (بالإنجليزية: Natalie Blake)‏ هي رافعة أثقال ‏ بريطانية، ولدت في 4 ديسمبر 1982 في مانشستر في المملكة المتحدة.

## روابط خارجية
- ناتالي بليك على موقع اتحاد ألعاب الكومنولث (مؤرشف) (الإنجليزية)